# Piton Flore
Piton Flore es una localidad de Santa Lucía, que forma parte de los distritos de Castries, Dennery y Gros Islet.